# Écouen
Écouen je francouzská obec v departementu Val-d'Oise v regionu Île-de-France. Nachází se asi 19 km severně od Paříže a 15 km od pařížského letiště Charlese de Gaulla. V roce 2019 zde žilo 7125 obyvatel.

## Poloha obce
Sousední obce jsou: Domont, Piscop, Ézanville, Montmorency a Saint-Brice-sous-Forêt.

## Historie

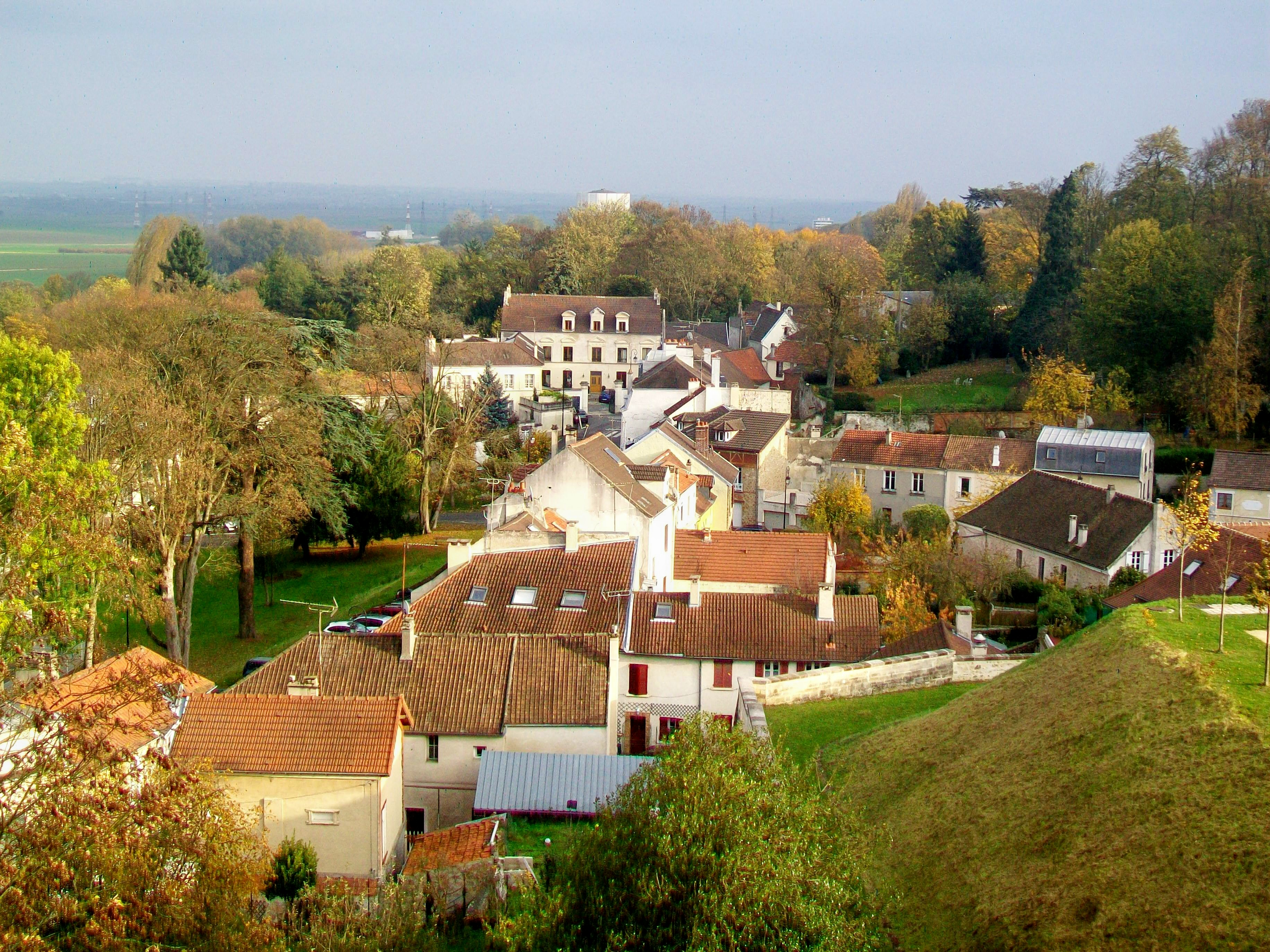
Pohled na městečko ze zámku

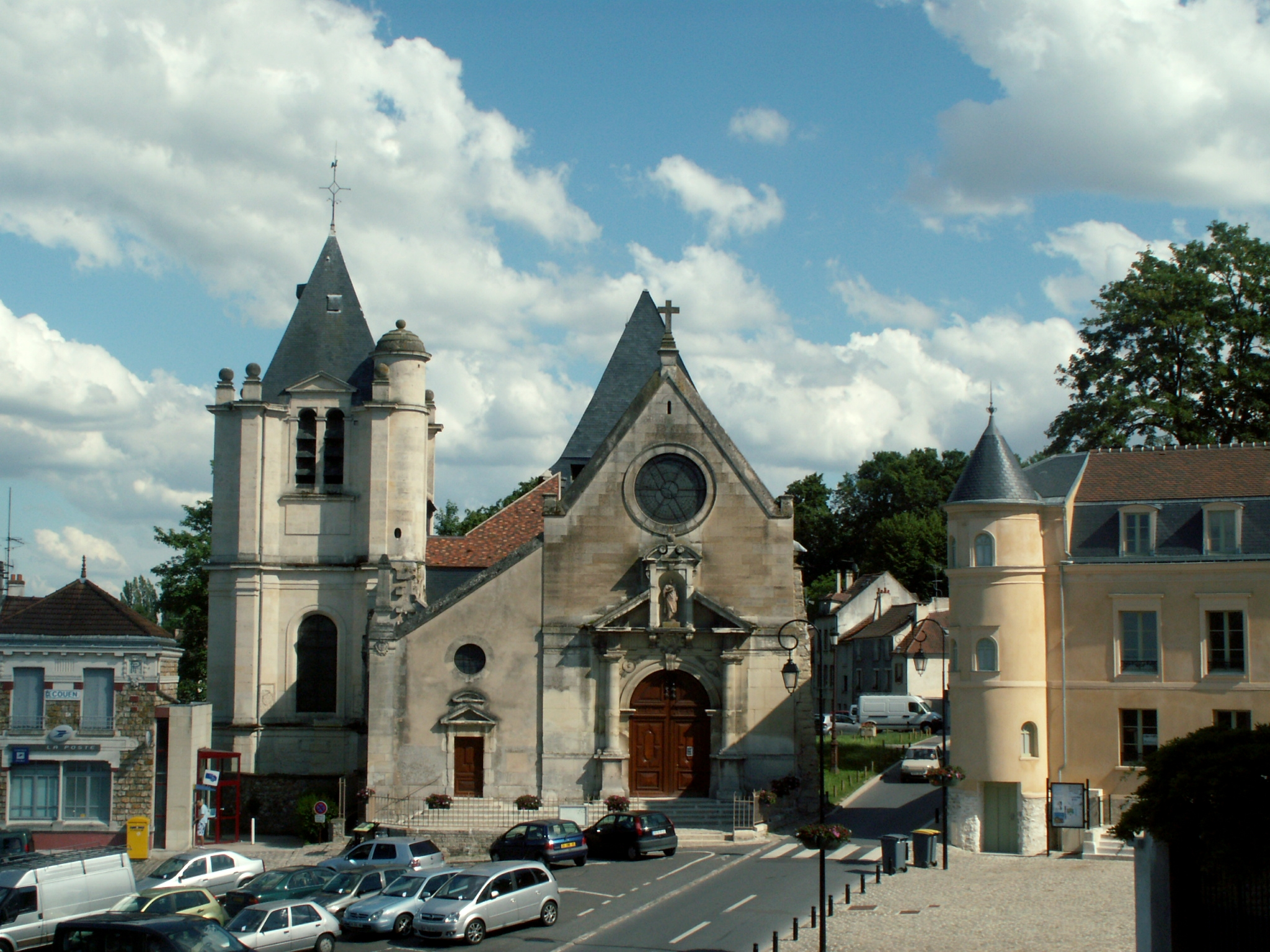
Kostel sv. Acceula

Franský král Dagobert roku 632 daroval obec benediktinskému opatství v Sant-Denis, v jeho listině se nazývá Iticiniscoam, což je první písemná zpráva o této lokalitě. Od 13. století obec vlastnila šlechtická rodina Montmorency, z níž Mathieu III. de Montmorency byl rytířem řádu templářů. Táž rodina ve druhé čtvrtině 16. století dala postavit renesanční zámek a přestavět farní kostel. Roku 1632 zámek i panství přešly do majetku královské rodiny Bourbon-Condé. 
V polovině 19. století zde z iniciativy Pierra Édouarda Frèrea vznikla kolonie malířů z celého světa. Patřili do ní například Ukrajinec Davyd Osipovič Vydgof, Američanka Mary Cassattová a další, zejména z Anglie. Oceňoval je například kritik John Ruskin. Jejich obrazy se dobře prodávaly i na amerických uměleckých trzích. Z té doby se dochovaly jejich ateliéry a rezidence.

## Hospodářství
Ve městě sídlí firma na výrobu přístrojů lékařské techniky Vygon. Letovisko profituje také z turistického ruchu.

## Památky
- zámek Écouen - renesanční stavba ze 16. století na místě románského hradu, od roku 1975 zde sídlí Francouzské národní muzeum renesance
- Kostel sv. Acheula, (L'église Saint-Acceul), renesanční stavba z let 1536-1554 na místě středověkého chrámu; dal ji postavit Anne de Montmorency, severní věž nedostavěná, osová jižní věž nevznikla; cenné renesanční sklomalby, hlavní loď zaklenuta roku 1709, západní průčelí upraveno roku 1852. Kostel je jediný tohoto patrocinia v celé Francii.
- radnice
- pevnost z roku 1871
- budova městské knihovny

## Osobnosti
- Svatý Acheul († 4. století) – první biskup v Amiensu, francouzský regionální světec
- Jean Goujon (1510-1567) – sochař a kameník, spolutvůrce výzdoby zámku
- Claude Chappe (1763-1805) – objevitel semaforu a telegrafu, působil zde